# João Adão I de Liechtenstein
João Adão I de Liechtenstein (Brno, 16 de agosto de 1662 - Viena, 16 de junho de 1712) foi o 3 º Príncipe do Liechtenstein. Ele era o filho de Carlos Eusébio de Liechtenstein (1611-1684) e Joana Beatriz de Dietrichstein para Nikolsburg (1625-1676). 
Em 1699 ele adquiriu o domínio de Schellenberg e, em 1712 o condado de Vaduz. Estes dois domínios viria a constituir o actual principado do Liechtenstein. Ele também foi Troppau Herzog von und Jägerndorf. 
João nunca assume um cargo no Tribunal imperial, mas sim trabalhar caso a caso. Ele era um especialista financeiro e, portanto, tendem a ajuda nestas áreas. Ele era conhecido informalmente como João Adão I os ricos. 
Além de gerenciar sua propriedade, ele também teve um grande interesse por arte. Ele comprou obras de Rubens e Van Dyck para sua coleção. Ele foi um dos mais generosos mecenas de seu tempo. 
Ele foi o 575o Cavaleiro da Ordem do Tosão de Ouro, na Áustria. 

## Casamento e filhos
João Adão I casou com Maria Teresa von Dietrichstein Nikolsburg (17 abril 1652-15 março 1737) em 16 de fevereiro de 1681. Eles tiveram sete filhos: 
- Princesa Maria Isabel (8 maio 1683-4 maio 1744)
- Príncipe José Carlos (15 de Outubro de 1684-16 fevereiro 1704)
- Princesa Maria Antônia (1687-9 Oct 10 abril 1750)
- Prince Francisco Dominique (1 de Setembro de 1689-19 março 1711)
- Princesa Maria Gabriele (12 novembro 1713 julho 1692-7)
- Princesa Maria Teresa (1694-20 fevereiro 11 maio 1772)
- Princesa Maria Dominica (5 de agosto 1698-2 junho 1724)

Ele não deixou herdeiros do sexo masculino em sua morte.